# 加藤隆
加藤 隆（かとう たかし、1957年2月 - ）は、日本の聖書学者。千葉大学 人文科学研究院名誉教授。

## 人物・来歴
神奈川県生まれ。東京都立日比谷高等学校卒。東京大学文学部仏文科卒。1983年にストラスブール大学プロテスタント神学部入学。フランス政府給費留学生。聖書の言語であるヘブライ語と古代ギリシア語を習得していないということで、DEUG課程の1年生（学部の1年生）に入学。
修士論文、博士論文の指導教官は、エチエンヌ・トロクメ。1993年にストラスブール大学プロテスタント神学部博士課程修了。神学博士。
1998年に"La pensée sociale de Luc-Actes"(1997)を評価されて中村元賞を受賞。1999年、東京大学大学院総合文化研究科超域文化科学比較文学比較文化博士課程入学、2003年に同満期退学。
1995年から、千葉大学文学部助教授。後、同大学院人文科学研究院教授。聖書学・神学についての考察から発展して、比較文明論を行う。
2022年から、千葉大学人文科学研究院 名誉教授。

## 著書
- La pensée sociale de Luc-Actes, (coll. Etudes d'Histoire et de Philosophie Religieuses, No.76), Presses Universitaires de France, Paris, 1997
- 『『新約聖書』の誕生』（講談社選書メチエ） 1999年
- 『新約聖書はなぜギリシア語で書かれたか』（大修館書店） 1999年
- 『一神教の誕生 ユダヤ教からキリスト教へ』（講談社現代新書） 2002年
- 『福音書 = 四つの物語』（講談社選書メチエ） 2004年
- 『『新約聖書』の「たとえ」を解く』（ちくま新書） 2006年
- 『旧約聖書の誕生』（筑摩書房） 2008年、のちちくま学芸文庫
- 『「新約聖書」とその時代』（日本放送出版協会、NHKシリーズ） 2010年
- 『歴史の中の『新約聖書』』（ちくま新書） 2010年
- 『武器としての社会類型論 世界を五つのタイプで見る』（講談社現代新書） 2012年
- 『旧約聖書』（NHK出版、NHKテレビテキスト「100分de名著」） 2014年
- 『集中講義 旧約聖書』（NHK出版、別冊 NHK 100分de名著） 2016年

## 翻訳
- 『家屋と日本文化』（ジャック・プズー=マサビュオー、平凡社、フランス・ジャポノロジー叢書)　1996年
- 『受難物語の起源』（エチエンヌ・トロクメ（フランス語版、英語版）、教文館、聖書の研究シリーズ） 1998年
- 『キリスト教の揺籃期 その誕生と成立』（エチエンヌ・トロクメ、新教出版社） 1998年、のち改題『キリスト教の幼年期』（ちくま学芸文庫） 2021年
- 『共観福音書の社会科学的注解』（ブルース・マリーナ, リチャード・ロアボー、新教出版社） 2001年
- 『四つの福音書、ただ一つの信仰』（エチエンヌ・トロクメ、新教出版社） 2002年
- 『主の祈り イエスの祈りから弟子たちの祈りへ』（マルク・フィロネンコ、新教出版社） 2003年
- 『聖パウロ』（エチエンヌ・トロクメ、白水社、文庫クセジュ） 2004年
- 『新約聖書入門』（レジス・ビュルネ、白水社、文庫クセジュ） 2005年
- 『カトリシスムとは何か キリスト教の歴史をとおして』（イヴ・ブリュレ、白水社、文庫クセジュ） 2007年

## 論文
- 「ユダヤ教・キリスト教の伝統から見た現代西欧社会の課題」2020.2.1（平和政策研究所、政策オピニオン）p.1-14（Web上公開）（『世界平和研究』226、2020夏、p.53-67、再録）
- 「人類の文明世界構築と中国文明」2020.7.20（平和政策研究所、政策オピニオン）p.1-9（Web上公開）
- Takashi KATO, “Les changements significatifs du sens de « guerre » dans la civilisation occidentale moderne“, Théologie et Civilisations 1, Tokyo, 2023, pp.2-18
- 「21世紀20年代、人類における「宗教」の位置づけ」『世界平和研究』236、2023夏、p.29-36